# Klasztor oo. redemptorystów w Toruniu
Klasztor oo. redemptorystów w Toruniu – dom zakonny Zgromadzenia Najświętszego Odkupiciela w Toruniu, znajdujący się przy ul. św. Józefa 23/35.
Klasztor figuruje w gminnej ewidencji zabytków (nr 2023–2025).

## Historia

### Lata 1921–1927
Redemptoryści przybyli do Torunia w 1921 roku, a na klasztor zaadaptowali, znajdujący się w Stawkach, dawny budynek hotelu Kaiserhof Park. W nowo otwartej placówce zakonnicy, oprócz posługi duszpasterskiej, rozpoczęli także działalność edukacyjną, prowadząc szkołę średnią, zwaną juwenatem. 
Po kilku latach obecności redemptorystów w Stawkach, ich władze zadecydowały o przeprowadzce zgromadzenia i szkoły na prawobrzeże Torunia, co było spowodowane uciążliwym sąsiedztwem poligonu artyleryjskiego, przy którym znajdował się klasztor.

### Lata 1927–1945
Budowę nowego klasztoru, już na Bielanach, rozpoczęto w 1927 roku, a wsparli ją finansowo sympatycy redemptorystów oraz amerykańscy i holenderscy redemptoryści. W listopadzie 1927 roku ukończono kaplicę, a 17 czerwca 1928 roku wprowadzono do niej obraz Matki Bożej Nieustającej Pomocy. W 1931 roku zakończono budowę całego kompleksu klasztornego.
W czasie II wojny światowej Niemcy zaadaptowali klasztor na koszary wojskowe. Część redemptorystów uwięziono, inni zostali wyrzuceni z klasztoru.

### Od 1945
W marcu 1945 roku, dzięki staraniom o. Józefa Sochackiego, redemptoryści powrócili do klasztoru. Ojcowie wraz z chórem i orkiestrą parafii św. św. Janów zorganizowali w Toruniu pierwszą po wojnie procesję Bożego Ciała, która odbyła się 3 czerwca tegoż roku.  
W 1946 roku redemptoryści stracili oni pod naciskiem władz komunistycznych część klasztoru, która został zaadaptowany na Technikum Elektryczne. Mimo to, w 1947 roku otworzyli oni ponownie juwenat, który w 1952 roku został przez władze państwowe zdelegalizowany. Reaktywowano go w 1958 roku. W październiku 1961 roku juwenat ponownie zdelegalizowano, a władze komunistyczne zajęły całą środkową część klasztoru. Na miejscu juwenatu ulokowano Technikum Samochodowe. Podczas odbierania klasztorowi części budynku wybuchły zamieszki (tzw. Wydarzenia bielańskie).
W 1950 roku powołano przy klasztorze parafię św. Józefa. W latach 50. rozpoczęto budowę kościoła. Jego konsekracja miała miejsce 14 czerwca 1964 roku.
W 1997 roku władze państwowe oddały redemptorystom część klasztoru, w której mieściło się seminarium duchowne. W budynkach klasztornych zorganizowano studium telewizyjne, Dom Pielgrzyma oraz inne obiekty niezbędne do działalności Radia Maryja i Wyższej Szkoły Kultury Społecznej i Medialnej.

## Figura św. Józefa
Na placu, przed budynkiem klasztoru znajduje się figura św. Józefa. Początkowo znajdowała się przed budynkiem pierwszej siedziby ojców redemptorystów we wsi Stawki. Wraz z przeniesieniem klasztoru, figurę umieszczono na jego dziedzińcu. W 2017 roku została ona odrestaurowana przez Adriana Michalkiewicza.